# Sibila av Fortià

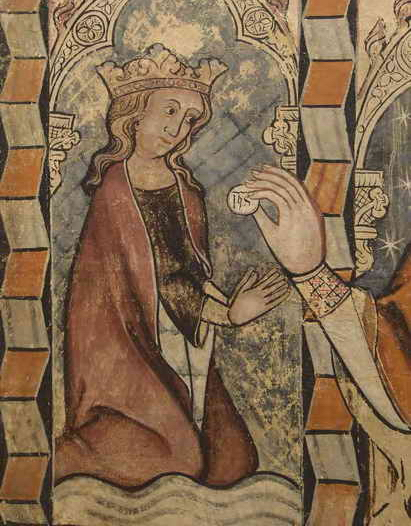
Sibila av Fortià

Sibila av Fortià, född 13??, död 1406, var en drottning av Aragonien; gift med kung Peter IV av Aragonien.  Hon var en kontroversiell figur då kungen gifte sig med henne, sin hustrus hovdam, mot sina söners vilja, och hans död gjorde att hon fängslades av sin svärson.

## Biografi
Sibila av Fortià var dotter till lågadelsmannen Berenguer de Fortià och Francesca de Palau och gifte sig första gången med adelsmannen Artal de Foces. Hon blev hovdam åt Aragoniens drottning Eleonora efter sin makes död, och kung Peter blev förälskad i henne. 
Efter Eleonoras död 1375 ville Peter gifta sig med henne, något som orsakade en svår konflikt med hans söner. Efter giftermålet 1377 delades hovet i två läger; ett kring tronarvingen, och ett kring kungen, hans nya fru och hennes familj. Hennes bror Bernard blev särskilt omtyckt av Peter. Paret fick tre barn, och möjligen en son före äktenskapet.
När Peter avled och efterträddes av sin son Johan 1387 flydde Sibila från hovet. Hon belägrades i det slott hon tagit sin tillflykt till, besegrades, tillfångatogs och sattes i husarrest. Hon avsade sig alla sina privilegier i utbyte mot en pension och förvisades sedan till Barcelona, där hon sattes under husarrest. I realiteten blev hon dock bättre behandlad i Barcelona än vad hon hade blivit under sin tid vid hovet. Förvisningen gällde även efter att kung Johan avled 1395. Kung Martin gav henne dock en statsbegravning.